# Sopa tarasca
La sopa tarasca es una sopa mexicana caliente típica de la gastronomía del estado de Michoacán.
Para elaborarla, se asan las verduras (jitomates, cebolla y ajo) en un comal, luego se licúan y se cuecen en una cazuela por unos minutos, para después agregar una salsa de frijoles, que han sido cocidos y licuados con epazote. Se cortan en tiras y se fríen tortillas y chile seco (pasilla o ancho), los cuales se añaden a la hora de servir junto con crema, queso Cotija y aguacate (opcionales).

## Historia
La sopa tarasca tiene su origen en 1966 en Pátzcuaro, Michoacán, cuando Felipe Oseguera Iturbide deseaba un platillo único para la inauguración de su Hostería de San Felipe. Con su hermana Luz crearon el platillo, y fue su esposa Pamela quien le propuso el nombre de «sopa de los tarascos» en honor a los pueblos indígenas del área, los purépechas o tarascos. Finalmente, quedó en «sopa tarasca».
El día de la inauguración, a la cual acudió el exgobernador de Michoacán, Agustín Arriaga Rivera, se sirvió sopa tarasca en un banquete de platillos michoacanos: corundas, pescado blanco del lago de Pátzcuaro y chongos zamoranos.
Por aquella época, importantes caravanas de tráileres paraban tras un largo viaje en Pátzcuaro (particularmente en el área Los Nogales, al norte de la villa, cercana a la Hostería) de camino a los Estados Unidos o proviniendo de allí. La Hostería y su sopa fueron publicadas en varias revistas americanas, como Better Home and Gardens. Casi de inmediato, la sopa tarasca se convirtió en el alimento preferido de estos conductores, que se acercaban en masa a la Hostería para solicitar el platillo. El boca-a-boca hizo que la sopa tarasca alcanzara fama en toda la región, convirtiéndose en uno de los platillos más representativos de la cocina michoacana.